# 安杰伊·弗雷奇·莫杰夫斯基
安杰伊·弗雷奇·莫杰夫斯基（波蘭語：Andrzej Frycz Modrzewski）原名安杰伊・彼得・莫杰夫斯基（1503年9月20日生於沃爾博日，1572年逝於沃爾博日），家徽為蒼鷹，為文藝復興時期的波蘭政治作家與王家秘書。
莫杰夫斯基在其專著中深入分析波蘭體制，並在《教會論》一書中要求規範波蘭教會的地位、建立獨立於羅馬教廷、隸屬國家的國家教會。他引用「教宗……在將腳伸給所有人親吻的同時，要求人達成其命令與指令，好似這些命令與指令是源自神的秘密計畫……忘了這些只是凡人，渴求獲得頭銜與神恩。」
在政治領域中，莫杰夫斯基的觀念格外先進，在當時不可動搖歐洲的政治形態中，有時甚至過於理想化。莫杰夫斯基提出法律之前人人平等，倡導所有的社會階層（貴族、平民與農民）在法律之前皆為平等。這個觀念在當時超越了整個歐洲，比如尚・博丹（Jean Bodin）便將莫杰夫斯基的法律平等概念看作天下最大的謬論。莫杰夫斯基主張經濟保護主義，國家應關心窮人與公共教育。他批評封建制度與剝削農民。他要求殺人者應受到更嚴厲的處罰，甚至連偷竊也得處以死，並反對侵略戰爭。